# Jewgeni Iwanowitsch Penjajew
Jewgeni Iwanowitsch Penjajew (russisch Евгений Иванович Пеняев; * 16. Mai 1942 in Moskau) ist ein ehemaliger sowjetischer Kanute.

## Erfolge
Jewgeni Penjajew, der für Spartak Moskau aktiv war, startete bei den Olympischen Spielen 1964 in Tokio im Einer-Canadier auf der 1000-Meter-Strecke. Als Sieger seines Vorlaufs mit über einer Sekunde Vorsprung qualifizierte er sich für den Endlauf, den er nach 4:38,31 Minuten auf dem dritten Platz abschloss. Nur der Deutsche Jürgen Eschert und der Rumäne Andrei Igorov waren schneller gewesen: Eschert um 3,2 Sekunden, Igorov um 0,5 Sekunden.